# Ад (півострів)
Ад — півострів в Каховському районі Херсонської області України.

## Географія
Півострів розташований на адміністративній межі з тимчасово окупованим Кримом, приблизно за 12 км від Армянська, 68 км від Каховки і 96 км від Херсона.

### Клімат
Клімат континентальний. Середня температура 12 °С. Найспекотніший місяць — липень, з середньою температурою 26 ° C, а найхолодніший — січень, з середньою температурою −4 ° С.

## Історія
Під час окупації Криму Росією з кінця лютого до грудня 2014 року півострів був окупований російськими військовими. Під час окупації на півострові перебувала бронетехніка, артилерійська та зенітно-ракетна установки. У грудні півострів повернувся під контроль України.